# Enka
El terme Enka fa referència a dos estils de música japonesa. El primer consisteix en la utilització que es va fer de la cançó popular com a mitjà d'expressar desacords polítics durant el període Meiji (1868-1912) i el període Taisho (1912-1926), a manera de cançó protesta, com un mitjà per evitar la repressió del govern en els discursos de la dissidència política. El segon és un gènere japonès de cançons populars (kayōkyoku) desenvolupat en la postguerra, durant el període Showa (1926-1989). El terme generalment es refereix a aquest últim tipus de cançons tradicionals i melodramàtiques.

## Llistat de cantants
Els següents artistes canten Enka:
| - Akemi Misawa - Akemi Mizusawa - Aki Yashiro - Akira Kobayashi - Akira Mita - Asami Mori - Asami Hayashi - Atsumi Hirohata - Aya Shimazu - Ayako Fuji - Ayako Yashio - Cheuni - Chikai Oka - Chiyuki Asami - Chiyoko Shimakura - Eigo Kawashima - Eiko Segawa - Eisaku Ōkawa - Etsuko Shimazu - Frank Nagai - Fumiko Utagama - Fuyumi Sakamoto - Genta Chiba - Gorō Kagami - Hachiro Izawa - Hachiro Kasuga - Haruka Yabuki - Haruo Minami - Harumi Miyako - Hibari Misora - Hideo Murata - Hiroko Hattori - Hiroko Matsumae - Hiroshi Itsuki - Hiroshi Kadokawa - Hiroshi Kanō - Hiroshi Mizuhara - Hiroshi Moriya - Hiroshi Takeshima - Hiroyuki Nishikata - Hitomi Ayase - Hitomi Matsunaga - Hitomi Shimatani - Ichiro Toba - Ikuzō Yoshi - Jero - Jirō Atsumi - Jirō Kanmuri - Jōji/George Yamamoto - Junko Ishihara - Kanjani8 - Kaori Kōzai - Kaori Mizumori - Kaori Uesugi - Katsuki Nana - Kazuha Yasuda - Kazuko Mifune - Kazuo Chiba - Kazuo Funaki - Kazusa Wakayama - Keiko Fuji - Keiko Matsuyama - Keisuke Hama - Kenichi Mikawa - Kenji Niinuma - Kim Yonja - Kiyoko Suizenji - Kiyoshi Hikawa - Kiyoshi Maekawa - Koji Tsuruta - Komadori Shimai - Kōtarō Satomi - Kumi Iwamoto - Kye Eun-sook | - Machiko Kitano - Madoka Ōishi - Maeda Yuki - Maiko Takigawa - Maki Kotomi - Masako Mori - Masao Sen - Meiko Kaji - Michiya Mihashi - Midori Kayama - Midori Sasa - Mieko Makimura - Mika Shinno - Mika Tachiki - Mitsuko Nakamura - Miyako Ōtsuki - Miyuki Kawanaka - Miyuki Nagai - Naomi Chiaki - Natsuko Godai - Nobue Matsubara - Osamu Miyaji - Ōizumi Itsurō - Reiko Izuhara - Rikuo Kadowaki - Rimi Natsukawa - Ryotarō Sugi - Saburō Kitajima - Sachiko Kobayashi - Sanae Jōnouchi - Saori Hara - Satomi Kojō - Sayuri Ishikawa - Shin Kōda - Shinichi Mori - Shinji Tanimura - Shinobu Otowa - Shirō Miya - Shohei Naruse - Takao Horiuchi - Takashi Hosokawa - Takeo Fujishima - Takuya Jo - Takeshi Kitayama - Tarō Shōji - Teresa Teng - Teruhiko Saigo - Teruhisa Kawakami - Tetsuya Gen - Toshie Fujino - Toshimi Tagawa - Tsuzuko Sugawara - Vanesa Oshiro - Yoshimi Tendō - Yosho Tabata - Yōko Nagayama - Youko Masaki - Yujiro Ishihara - Yuki Maeda - Yukio Hashi - Yuri Harada - Yutaka Yamakawa - Yuki Nagaho - Yuuki Nishio - Yuuko Maki - Yuuko Nakazawa - Yuuko Oka |